# بل ایر شمال (مریلند)
بل ایر شمال (به انگلیسی: Bel Air North) شهری در ایالت مریلند کشور ایالات متحده آمریکا است که جمعیت آن در سرشماری سال ۲۰۱۰ میلادی، ۳۰٬۵۶۸ نفر بوده‌است.